# Anvil Green
Anvil Green est un village du Kent, en Angleterre.